# Limnophila (Limnophila) oiticicai
Limnophila (Limnophila) oiticicai is een tweevleugelige uit de familie steltmuggen (Limoniidae). De soort komt voor in het Neotropisch gebied.